# 알레만니

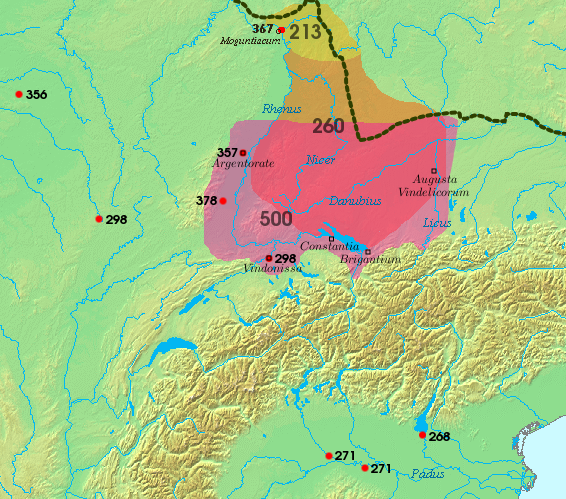

알레만니(Alemanni, Alamanni) 또는 알레만족은 고대 후기에 라인강 상류에 살던 게르만족의 연맹체였다.
213년 로마군의 공격을 받아 처음으로 기록에 등장했다. 그들은 이후 수 년간 로마의 여러 속주를 크게 괴롭혔는데 260년경에는 아그리테쿠마테스를 점령하고 5세기 말에는 알자스와 스위스 북부지방까지 영토를 넓혀 그 곳에 게르만어를 보급했다. 그러나 496년 프랑크족의 왕 클로비스 1세에게 정복당해 프랑크 영토에 병합되었다.
알레마니는 여러 개의 게르만 부족이 합쳐져 이루어졌으며 게르만 내에서 느슨한 부족연맹체를 결성하고 있었다. 전쟁이 일어나면 몇몇 부족은 뭉쳐 2명의 군지휘관 아래 군사력을 결집시켰으나 그 밖의 부족들이 쉽게 단결하기는 힘들었다. 또한 그들은 중앙정부라 할 만한 것은 갖고 있지 않았다.
오늘날 독일을 가리키는 프랑스어 'Allemagne'(알레마뉴)와 스페인어 'Alemania' 등의 명칭은 이들의 이름에서 유래한 것이다.

## 같이 보기
- 헬베티족